# Bobsleigh aux Jeux olympiques de 2014
Navigation
Vancouver 2010 Pyeongchang 2018
Les épreuves de bobsleigh aux Jeux olympiques d'hiver de 2014 se tiennent du 16 au 23 février 2014 sur la piste de Sanki dans la station de sports d'hiver de Krasnaïa Poliana en kraï de Krasnodar (Russie). Le bobsleigh fait partie du programme olympique depuis les premiers Jeux olympiques d’hiver qui ont eu lieu à Chamonix en France en 1924.
Aleksandr Zubkov, vainqueur des compétitions de bob à 2 et de bob à 4, est disqualifié pour dopage par le Comité international olympique le 24 novembre 2017. C'est également le cas de ses coéquipiers Alekseï Negodaylo, Dmitry Trunenkov et Alekseï Voïevoda.

## Calendrier des compétitions
Le tableau ci-dessous montre le calendrier des trois épreuves de bobsleigh.
| Calendrier des épreuves de bobsleigh | Calendrier des épreuves de bobsleigh | Calendrier des épreuves de bobsleigh | Calendrier des épreuves de bobsleigh | Calendrier des épreuves de bobsleigh | Calendrier des épreuves de bobsleigh | Calendrier des épreuves de bobsleigh | Calendrier des épreuves de bobsleigh | Calendrier des épreuves de bobsleigh | Calendrier des épreuves de bobsleigh | Calendrier des épreuves de bobsleigh | Calendrier des épreuves de bobsleigh | Calendrier des épreuves de bobsleigh | Calendrier des épreuves de bobsleigh | Calendrier des épreuves de bobsleigh | Calendrier des épreuves de bobsleigh | Calendrier des épreuves de bobsleigh | Calendrier des épreuves de bobsleigh | Calendrier des épreuves de bobsleigh | Calendrier des épreuves de bobsleigh |
| Février 2014                         | Février 2014                         | 6                                    | 7                                    | 8                                    | 9                                    | 10                                   | 11                                   | 12                                   | 13                                   | 14                                   | 15                                   | 16                                   | 17                                   | 18                                   | 19                                   | 20                                   | 21                                   | 22                                   | 23                                   |
| ------------------------------------ | ------------------------------------ | ------------------------------------ | ------------------------------------ | ------------------------------------ | ------------------------------------ | ------------------------------------ | ------------------------------------ | ------------------------------------ | ------------------------------------ | ------------------------------------ | ------------------------------------ | ------------------------------------ | ------------------------------------ | ------------------------------------ | ------------------------------------ | ------------------------------------ | ------------------------------------ | ------------------------------------ | ------------------------------------ |
| Hommes                               | Bob à 2                              |                                      |                                      |                                      |                                      |                                      |                                      |                                      |                                      |                                      |                                      |                                      |                                      |                                      |                                      |                                      |                                      |                                      |                                      |
| Hommes                               | Bob à 4                              |                                      |                                      |                                      |                                      |                                      |                                      |                                      |                                      |                                      |                                      |                                      |                                      |                                      |                                      |                                      |                                      |                                      |                                      |
| Femmes                               | Bob à 2                              |                                      |                                      |                                      |                                      |                                      |                                      |                                      |                                      |                                      |                                      |                                      |                                      |                                      |                                      |                                      |                                      |                                      |                                      |

|  | Jour de l'épreuve |

## Résultats
| Épreuves                                    | Or                              | Or            | Argent                               | Argent        | Bronze                              | Bronze        |
| ------------------------------------------- | ------------------------------- | ------------- | ------------------------------------ | ------------- | ----------------------------------- | ------------- |
| Bob à deux hommes résultats détaillés [a]   | Suisse (SUI) - Alex Baumann     | 3 min 46 s 05 | États-Unis (USA) - Steven Langton    | 3 min 46 s 27 | Lettonie (LAT) - Daumants Dreiskens | 3 min 46 s 48 |
| Bob à quatre hommes résultats détaillés [a] | Lettonie (LAT) - Arvis Vilkaste | 3 min 40 s 69 | États-Unis (USA) - Curtis Tomasevicz | 3 min 40 s 99 | Grande-Bretagne (GBR) - Joel Fearon | 3 min 41 s 10 |
| Bob à deux femmes résultats détaillés       | Canada (CAN) - Heather Moyse    | 3 min 50 s 61 | États-Unis (USA) - Lauryn Williams   | 3 min 50 s 71 | États-Unis (USA) - Aja Evans        | 3 min 51 s 61 |

a L'équipe russe avait à l'origine reçu la médaille d'or, mais a été disqualifiée par le Comité international olympique en novembre 2017 pour dopage

## Qualification
Un total de 170 places sont disponibles pour les épreuves olympiques de bobsleigh. Un maximum de 130 hommes et de 40 femmes peuvent se qualifier. La qualification sera basée sur le classement mondial du 20 janvier 2014.

## Tableau des médailles
| Rang  | Nation          | Or | Argent | Bronze | Total |
| ----- | --------------- | -- | ------ | ------ | ----- |
| 1     | Lettonie        | 1  | 0      | 1      | 2     |
| 2     | Canada          | 1  | 0      | 0      | 1     |
| 2     | Suisse          | 1  | 0      | 0      | 1     |
| 4     | États-Unis      | 0  | 3      | 1      | 4     |
| 5     | Grande-Bretagne | 0  | 0      | 1      | 1     |
| Total | Total           | 3  | 3      | 3      | 9     |

## Nations participantes
| - Allemagne - Australie - Autriche - Belgique - Brésil - Canada - Corée du Sud - États-Unis | - France - Italie - Jamaïque - Japon - Lettonie - Monaco - Pays-Bas - Pologne | - République tchèque - Roumanie - Grande-Bretagne - Russie - Serbie - Slovaquie - Suisse |